# Richard Otto Zöpffel
Richard Otto Zöpffel (Arensburg, 14 giugno 1843 – Strasburgo, 7 gennaio 1891) è stato un teologo tedesco.

## Biografia
Studiò teologia presso l'Università di Dorpat e Storia presso l'Università di Göttingen con Georg Waitz (1813-1886). Nel 1871 pubblicò Die Papstwahlen und mit ihnen im nächsten Zusammenhange stehenden Ceremonien in ihrer Entwickelung vom 11. bis zum 14. Jahrhundert ("Le elezioni papali ... nel loro sviluppo dall'XI al XIV secolo"), e sulla base di quest'opera, conseguì il suo dottorato a Gottinga. Poco dopo, fu nominato professore associato di storia della Chiesa all'Università di Strasburgo, diventando professore ordinario nel 1877. Nel 1887-88 diventò rettore dell'università.
Con Heinrich Julius Holtzmann (1832–1910) scrisse Lexikon für Theologie und Kirchenwesen (1882).